# Thranius triplagiatus
Thranius triplagiatus es una especie de escarabajo longicornio del género Thranius, tribu Thraniini, subfamilia Cerambycinae. Fue descrita científicamente por Gahan en 1906.

## Descripción
Mide 9-23 milímetros de longitud.

## Distribución
Se distribuye por India.